# Abalistes filamentosus
Abalistes filamentosus je paprskoploutvá ryba z čeledi ostencovití (Balistidae).
Druh byl popsán roku 2004 Keiichi Matsuurou a Tetsuo Yoshinou.

## Popis a výskyt
Samec dosahuje maximální délky 32,5 cm a samice 24,3 cm. Maximální zdokumentována váha byla 1,4 kg.
Hřbetní ploutev je tmavě hnědá. Podkladová barva těla je tmavě hnědá s nepravidelnými světlými znaky, na břiše přechází do bílé a hlava ryby má hnědou barvu se zeleným nádechem.
Byla nalezena ve vodách Indo-Pacifiku, zvláště mezi ostrovy Rjúkjú a kontinentálním šelfem severozápadní Austrálie a také v Timorském moři. Její výskyt byl také hlášen v Nové Kaledonii.

## Paraziti
Abalistes filamentosus je častým hostitelem ektoparazitů, zvláštně klanonožců rodu Hatschekia z oblasti ostrovů Rjúkjú.